# Snedsted
Snedsted (udtales /'snestɛð/, på thybomål /'sneste/ eller /'snɛjste/) er en stationsby i Thy med 1.113 indbyggere  (2024), beliggende i Snedsted Sogn. Byen hører til Thisted Kommune i Region Nordjylland. Snedsted ligger omtrent midt i Thy ved sekundærrute 571, ikke langt fra hovedvej 11 og hovedvej 26.
Byen har en stor middelalderkirke, Snedsted Kirke, som ligger nogle hundrede meter øst for selve byen. Nær Snedsted ligger en langdysse og to rundhøje fra oldtiden.
Fra Snedsted er der 7 kilometer til Vilsund, 14 til Thisted, 18 til Hurup og 32 kilometer til Hanstholm.

## Historie
I 1875 beskrives byen således: "Snedsted med Kirke, Præstegaard og Skole".
Ved århundredeskiftet, efter åbningen af Snedsted Station i 1882, beskrives byen således: "Snedsted (1263: Snestath), ved Landevejen, med Kirke, Præstegd., Skole, Missionshus (opf. 1889), 2 Gæstgiverier, Good-Templarloge, Andelsmejeri, Købmandsforretninger, Bageri, Maltgøreri, Ølbryggeri, Jærnbane-, Telegraf- og Telefonstation samt Postekspedition".
Snedsted stationsby havde 316 indbyggere i 1906, 357 i 1911, 410 i 1916, 572 i 1921 625 i 1925, 639 i 1930, 639 i 1935, 734 i 1940, 914 i 1945, 950 i 1950, 980 i 1955, 1.030 i 1960 og 1.152 i 1965.